# Маргзор
Маргзо́р (тадж. Марғзор) — село у складі Хатлонської області Таджикистану. Адміністративний центр Галабського джамоату Фархорського району.
Назва означає лучний край. Колишні назви — совхоз Гіссар, Мехнатабад, Маргузар.
Населення — 2370 осіб (2010; 2396 в 2009).
Через село проходить автошлях А-385 Вахдат-Пандж.